# إرنست ويلفورد
إرنست ويلفورد (بالإنجليزية: Ernest Wilford)‏ هو لاعب كرة قدم أمريكية أمريكي، ولد في 14 يناير 1979 في ريتشموند في الولايات المتحدة.

## وصلات خارجية
- إرنست ويلفورد على موقع مرجع كرة القدم المحترفة.كوم (الإنجليزية)